# Avogadro-törvény

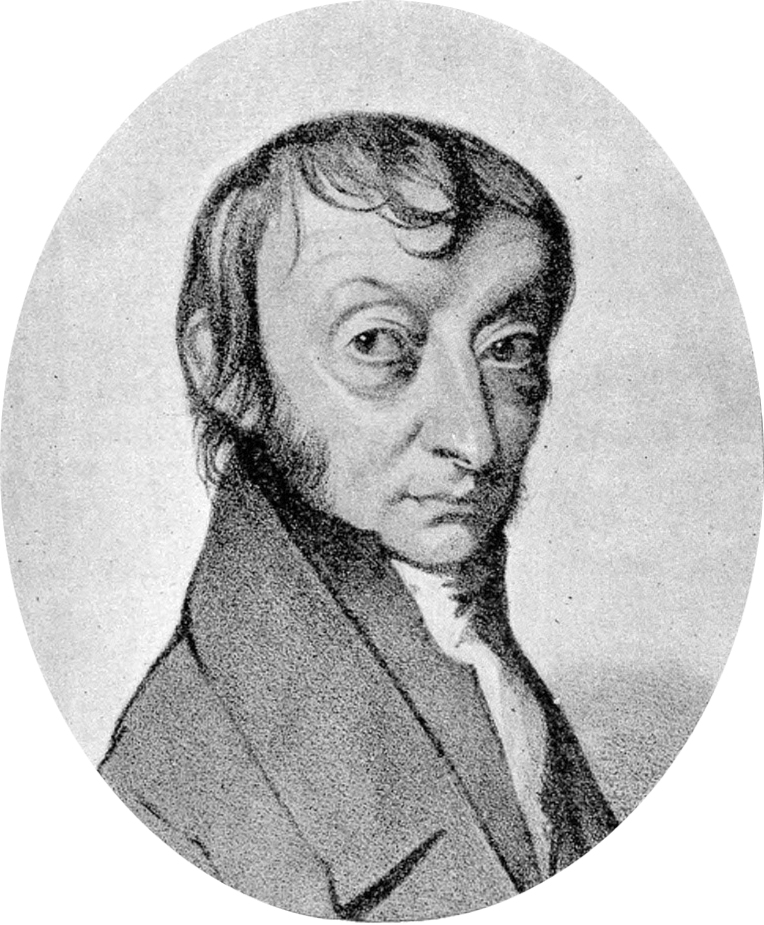
Lorenzo Romano Amedeo Carlo Avogadro (1776-1856) olasz fizikus és kémikus

Az Avogadro-törvény szerint a különböző gázok megegyező térfogata azonos körülmények között azonos számú részecskét tartalmaz (az anyagmennyiség megegyezik). A hipotézist Amedeo Avogadro olasz vegyész és fizikus 1811-ben alkotta meg, mely először a Journal de Physique 72. kötetében jelent meg.

## Avogadro törvénye
Az ideális gázokban a részecskék közötti kölcsönhatás elhanyagolható, ezért érvényes rájuk Avogadro törvénye: az azonos térfogatú, azonos hőmérsékletű és nyomású gázok azonos számú részecskét tartalmaznak. Másképpen megfogalmazva: Azonos hőmérsékleten és nyomáson a gázok térfogata az anyagmennyiségükkel arányos.
Bármely gáz 1 mol anyagmennyiségű molekulája azonos hőmérsékleten és azonos nyomáson egyenlő térfogatot tölt be és ez a térfogat standard körülmények (0,1 MPa) között, 25 °C hőmérsékleten 24,5 dm³. A gázok moláris térfogata megadja 1 mól gáz térfogatát jele: Vm = V/n (dm³/mol)